# 7647 Etrépigny
7647 Etrépigny è un asteroide della fascia principale. Scoperto nel 1989, presenta un'orbita caratterizzata da un semiasse maggiore pari a 2,8968948 UA e da un'eccentricità di 0,0398096, inclinata di 3,37126° rispetto all'eclittica.